# Dicranella linearifolia
Dicranella linearifolia là một loài Rêu trong họ Dicranaceae. Loài này được (Hornsch. ex Schwägr.) Broth. mô tả khoa học đầu tiên năm 1901.